# Kem Napoli
Kem Napoli, đôi khi còn gọi là Kem Harlequin, là một loại kem bao gồm ba hương vị riêng biệt (vani, sô cô la và dâu tây) được sắp xếp cạnh nhau trong cùng một hộp đựng, thường không có lớp ngăn ở giữa. 

## Lịch sử
Kem Napoli được đặt tên vào cuối thế kỷ 19 nhằm phản ánh nguồn gốc được cho là trong nền ẩm thực của thành phố Napoli ở Ý, và nhiều người nhập cư Napoli đã mang theo sở trường về các món tráng miệng đông lạnh đến nước Mỹ. Spumone được du nhập vào Mỹ trong thập niên 1870 với tên gọi kem kiểu Napoli. Những công thức làm kem ban đầu sử dụng nhiều loại hương vị khác nhau, thế nhưng số lượng ba vị kem này được ghép lại với nhau là một mẫu số chung, giống như lá quốc kỳ Ý (insalata tricolore). Nhiều khả năng, sô cô la, vani và dâu tây đã trở thành tiêu chuẩn vì chúng là những hương vị phổ biến nhất ở Mỹ vào thời điểm món kem này ra mắt người dân nước này.
Đây là loại kem đầu tiên kết hợp cả ba hương vị cùng lúc. Công thức đầu tiên được ghi chép trong lịch sử ngành kem là do bếp trưởng của hoàng gia Phổ là Louis Ferdinand Jungius tạo ra vào năm 1839, về sau ông đem tặng công thức này lại cho Fürst Pückler.